# Teleosauroidea
De Teleosauroidea zijn een superfamilie van uitgestorven thalattosuchische krokodillen die leefden van het Vroeg-Jura tot het Vroeg-Krijt.
De superfamilie werd in 1831 nominaal benoemd door Étienne Geoffroy Saint-Hilaire toen die de Teleosauridae benoemde.
Mark Young & Marco Brandalise de Andrade definieerden in 2009 een klade Teleosauroidea als de groep bestaande uit Teleosaurus cadomensis, en alle soorten nauwer verwant aan Teleosaurus dan aan Metriorhynchus geoffroyii.
De groep bestaat vermoedelijk uit Plagiophthalmosuchus, de Teleosauridae en de Machimosauridae.
De Teleosauroidea vormden gedurende de Jura wereldwijd een belangrijke groep aquatische roofdieren die zowel in het zoete water, het brakke water, de kustwateren als de volle zee jaagden. Ze worden wel vergeleken met de moderne gavialen (waaraan ze niet direct verwant zijn) omdat ze net als deze lange smalle snuiten hebben bezet met talrijke tanden en omhoog gerichte ogen. Ze verschilden onderling vooral in hun koppen terwijl de postcraniale skeletten meer 'conservatief' waren, hoewel de laatste vondsten toch ook hierin een belangrijkere variatie laten zien.
De eerste teleosauroïden duiken op in het Toarcien, zoals Steneosaurus gracilirostris.  Een late vorm is Machimosaurus rex uit het Onder-Krijt.